# Lacaena bicolor
Lacaena bicolor es una especie  de orquídea epifita, originaria de Centroamérica. 

## Descripción
Son orquídeas epífitas que alcanzan un tamaño de hasta 70 cm de alto; con pseudobulbos anchamente elipsoide-ovoides, de 8–10 cm de largo y 5–7 cm de ancho, en general apicalmente 4-foliadas. Hojas elíptico-lanceoladas, de 30–45 cm de largo y 7–15 cm de ancho, agudas, con 5 nervios prominentes en el envés. Inflorescencia de 25–60 cm de largo, hasta con 50 flores, las flores carnosas, cremoso-amarillentas con manchitas café-violetas sobre el lobo medio; sépalos anchamente ovado-elípticos, agudos, el dorsal 2–2.5 cm de largo y 1–1.6 cm de ancho, los laterales 2.3–3 cm de largo y 1.5–1.7 cm de ancho, dorsalmente carinados en el ápice; pétalos ampliamente lanceolados, 1.7 cm de largo y 0.9 cm de ancho, agudos; labelo 2.1–2.5 cm de largo y 1.2–2 cm de ancho, base angosta, los lobos laterales erectos y con ápice redondeado, el lobo medio cordiforme, 15 mm de largo y 10 mm de ancho, corta y ampliamente unguiculado, la uña densamente pubescente, el callo oblongo y densamente pubescente; columna 17 mm de largo, ligeramente alada, con manchitas finas en la cara anterior; ovario y pedicelo juntos 2.5 cm de largo.

## Distribución
Son grandes orquídeas epifitas que se encuentran en Centroamérica desde México hasta Belice, Guatemala, El Salvador, Honduras y Nicaragua en el bosque en elevaciones de 1100 a 2400 metros.

## Taxonomía
Lacaena bicolor fue descrito por John Lindley y publicado en Edwards's Botanical Register 29: Misc. 68. 1843.
Etimología
Lacaena; nombre genérico como referencia de la mitología griega a Helena de Troya.
bicolor: epíteto latíno que significa "de dos colores".
Sinonimia
- Acineta longiscapa (A.Rich. & Galeotti) Rchb.f.
- Acineta wrightii J.Fraser
- Lacaena bicolor f. alba Rolfe
- Lacaena bicolor var. glabrata Lem.
- Lueddemannia sanderiana Kraenzl.
- Peristeria longiscapa A.Rich. & Galeotti[5][6]